# Месия (група)
Вижте пояснителната страница за други значения на Месия.
„Месия“ е траш метъл – дет метъл група от Швейцария.
Дебютният албум на групата, наречен „Химн на Абрамелин“, е издаден през 1986 година от Chainsaw Murder Records. Вторият им албум, озаглавен „Extreme Cold Weather“ (Изключително студено време), излиза през 1987 г. и е издаден на CD 3 години по-късно от Nuclear Blast. Това също е и дебютният албум на групата.
Групата успява да подпише договор с германския основен метъл лейбъл Noise Records, посредством който издава следващия си албум „Choir of Horrors“ (Хор на ужасите) през 1991 г. „Месия“ издава 2 два албума – „Rotten Perish“ (Гнилите загиват) и „Underground“.
След това групата временно преустановява дейността си в средата на 1990-те години. След време членовете на групата решават отново да се обединят.

## Членове

### Last known line-up
- R. B. Broggi – Китара
- Andy Kaina – Вокал
- Patrick Hersche – Бас
- Steve Karrer – Ударни

### Former members
- Reto Wilhelm Kühne – Vocals, bass
- Rolf Heer – Drums
- Christofer Johnsson – Vocals (Carbonized, Demonoid, Therion, ex-Liers in Wait)
- Andre Steiner – Guitars
- Dave Philips – Bass
- Pete Schuler – Drums
- VO Pulver – Guitars
- Oliver Kohl – Bass

## Дискография

### Албуми
- Химн на Abramelin (Hymn to Abramelin) (1986)
- Изключително студено време (Extreme Cold Weather) (1987)
- Хор на ужасите (Choir of Horrors) (1991)
- Rotten Perish (1992)
- Underground (1994)
- Choir Of Horrors (2010) Remastered with Bonus Tracks
- Rotten Perish (2010) Remastered with Bonus Tracks
- Fracmont (2020)

### EPs
- Psychomorphia (1990)
- The Ballad of Jesus (1994)
- Psychomorphia (2010) Remastered with Bonus Tracks

### Compilations
- Powerthrash / The Infernal Thrashing (2004)
- Reanimation, Live At Abart (2003)

### Дискове
- 20 Years of Infernal Thrashing Madness (2004)

### Demos
- Demo 1984 (1984)
- Infernal Thrashing (1985)
- Powerthrash (1985)
- Live Baar (1985)
- Extreme Cold Weather (1986)